# Stati federati della Germania
Gli Stati federati della Germania (in tedesco: Länder, al singolare Land) sono le entità politiche e amministrative di primo livello la cui unione forma la Repubblica Federale di Germania e complessivamente sono 16.
Sono designati ufficiosamente anche Bundesländer. Per tre di loro (Baviera, Sassonia e Turingia) il nome ufficiale è accompagnato dall'aggettivo Freistaat ("Stato libero"), sinonimo tedesco per "Repubblica", mentre le due città-stato di Amburgo e Brema hanno come nome ufficiale Freie und Hansestadt Hamburg e Freie Hansestadt Bremen (rispettivamente "Città Libera ed Anseatica di Amburgo" e "Città Libera Anseatica di Brema").
Ciascuno stato è rappresentato a livello nazionale nel Bundesrat, il consiglio federale. Inoltre, ogni Land ha propri uffici di rappresentanza presso la Federazione e presso l'Unione europea.

## Storia
Gli stati attuali sono il risultato della suddivisione del territorio tedesco avvenuta nel 1945, accorpando precedenti suddivisioni create durante il regime nazista. Entro le 4 zone di occupazione si trovavano inizialmente 17 stati:
- Zona di occupazione statunitense: Baviera, Assia, Württemberg-Baden, Brema (dal 1º aprile 1947)
- Zona di occupazione britannica: Renania Settentrionale-Vestfalia, Bassa Sassonia, Schleswig-Holstein, Amburgo, Brema (fino al 1º aprile 1947)
- Zona di occupazione francese: Württemberg-Hohenzollern, Renania-Palatinato, Baden
- Zona di occupazione sovietica: Sassonia, Sassonia-Anhalt, Turingia, Brandeburgo, Meclemburgo
- Berlino inizialmente era sottoposta a uno statuto speciale.

Il 25 aprile 1952 gli stati di Baden, Württemberg-Baden e Württemberg-Hohenzollern vennero uniti nello stato di Baden-Württemberg. Nello stesso anno agli stati appartenenti alla RDT venne tolta qualunque funzione amministrativa, cosa che di fatto equivalse a una dissoluzione anche se non formale. Vennero creati 14 distretti più Berlino Est, che divenne capitale della RDT.
Il 1º gennaio 1957 la Saarland entrò a far parte, come decimo stato, della RFT, anche se economicamente rimase legato alla Francia fino al 1959.
L'8 dicembre 1958 gli stati appartenenti alla RDT vennero formalmente disciolti.
Nel 1990 vennero disciolti i distretti sul territorio della RDT e vennero ricostituiti i cinque stati sciolti l'8 dicembre 1958 (il Meclemburgo venne rinominato Meclemburgo-Pomerania Anteriore) con i confini in parte ridisegnati, che divennero i nuovi Stati federati della Germania.
Nel 1995 i governi degli stati di Berlino e Brandeburgo decisero di fondere i loro due stati allo scopo di formare il nuovo stato Berlino-Brandeburgo. Questa risoluzione venne sorprendentemente rigettata in un plebiscito del 1996: mentre i berlinesi l'accettarono, la maggioranza dei brandeburghesi si oppose e così i due stati restarono separati.

## Suddivisioni ulteriori
Negli stati di maggiori dimensioni si ha l'ulteriore suddivisione amministrativa in:
- Distretti governativi (Regierungsbezirk): alcuni dei più grandi stati (Baden Württemberg, Baviera, Assia, Renania Settentrionale-Vestfalia) sono suddivisi in distretti governativi. Questi sono unità decentrate dell'amministrazione dello stato. Negli ultimi anni sono stati aboliti i distretti governativi in Renania-Palatinato (1999), Sassonia-Anhalt (2003), Bassa Sassonia (2004) e Sassonia (2012). Inoltre nella Renania Settentrionale-Vestfalia sono previste riforme in materia.
- Circondari (Landkreis o, in alcuni stati, Kreis): ogni stato (con l'eccezione delle città-land di Berlino, Amburgo e Brema) è diviso in circondari. Complessivamente, al momento attuale, ne esistono 323. A questi si aggiungono le 117 città extracircondariali (kreisfreie Stadt) e circondari urbani (Stadtkreis, solo nel Baden-Württemberg) che non appartengono ad alcun circondario, ma sono città che, oltre alle funzioni comunali, svolgono anche le funzioni di un circondario. I circondari sono enti territoriali che dispongono di organi eletti direttamente.
- Confederazioni comunali (Kommunalverband): in alcuni stati esistono, come entità intermedie fra i circondari e i comuni, delle unioni di comuni con competenze e di forme diverse. Anche la definizione non è univoca, ma varia a seconda dell'ordinamento giuridico dello stato a cui appartengono. Possono essere sia enti territoriali (Gebietskörperschaft) veri e propri sia semplici enti di diritto pubblico (Körperschaft des öffentlichen Rechts) con limitate funzioni amministrative.
- Comuni (Gemeinde): i comuni sono l'unità territoriale e amministrativa più piccola. In Germania esistono 11.054 comuni (situazione aggiornata al 1º gennaio 2017). I comuni hanno degli organi eletti direttamente. A seconda dell'ordinamento comunale del singolo stato, esistono varie classi di comuni, di cui la più importante è quella della città (Stadt). Vi sono inoltre 248 territori extracomunali (gemeindefreies Gebiet) che non appartengono ad alcun comune e che, di norma, sono aree disabitate o acque interne. Al di sotto del livello comunale esistono degli organi di decentramento e di limitato autogoverno nelle frazioni (Ortschaft, Ortsteil o Stadtteil), nei quartieri (Stadtteil) e nelle circoscrizioni urbane (Stadtbezirk).

Le città di Berlino e di Amburgo sono, da un punto di vista giuridico, sia uno stato sia un comune, e perciò non sono ulteriormente suddivise in comuni. Lo stato di Brema è composto dai soli comuni di Brema e di Bremerhaven.

## Governo

I partiti governanti in ogni Stato federale e i seggi al Bundesrat

## Lista
| Localizzazione | Stato                            | Bandiera | Stemma | Nº | Sigla | Capitale          | Superficie (km²) | Popolazione (2011) | Densità (ab./km²) | Sottodivisioni                                                                                       | Landtag                                        | Ministro presidente            | Nº membri Bundesrat |
| -------------- | -------------------------------- | -------- | ------ | -- | ----- | ----------------- | ---------------- | ------------------ | ----------------- | --- | ---------------------------------------------- | ------------------------------ | ------------------- |
|                | Amburgo                          |          |        | 6  | HH    | città-land        | 755,16           | 1 735 000          | 2 428,20          | 7 distretti urbani                                                                                   | Parlamento di Amburgo                          | Peter Tschentscher (SPD)       | 3                   |
|                | Assia                            |          |        | 7  | HE    | Wiesbaden         | 21 114,72        | 6 391 360          | 286,31            | 3 distretti governativi 21 circondari 5 città extracircondariali                                     | Landtag dell'Assia                             | Volker Bouffier (CDU)          | 5                   |
|                | Baden-Württemberg                |          |        | 1  | BW    | Stoccarda         | 35 751,65        | 11 280 257         | 304,31            | 4 distretti governativi 35 circondari 9 città extracircondariali                                     | Landtag del Baden-Württemberg                  | Winfried Kretschmann (I Verdi) | 6                   |
|                | Bassa Sassonia                   |          |        | 9  | NI    | Hannover          | 47 618,24        | 7 993 608          | 163,55            | 37 circondari 8 città extracircondariali                                                             | Landtag della Bassa Sassonia                   | Stephan Weil (SPD)             | 6                   |
|                | Baviera                          |          |        | 2  | BY    | Monaco di Baviera | 70 549,19        | 13 435 062         | 183,28            | 7 distretti governativi 71 circondari 25 città extracircondariali                                    | Landtag della Baviera                          | Markus Söder (CSU)             | 6                   |
|                | Berlino                          |          |        | 3  | BE    | città-land        | 891,75           | 3 388 000          | 3 962,65          | 12 distretti amministrativi                                                                          | Abgeordnetenhaus di Berlino                    | Kai Wegner (CDU)               | 4                   |
|                | Brandeburgo                      |          |        | 4  | BB    | Potsdam           | 29 477,16        | 2 581 667          | 83,09             | 14 circondari 4 città extracircondariali                                                             | Landtag del Brandeburgo                        | Dietmar Woidke (SPD)           | 4                   |
|                | Brema                            |          |        | 5  | HB    | Brema             | 404,23           | 661 301            | 1 601,15          | | Parlamento di Brema                            | Andreas Bovenschulte (SPD)     | 3                   |
|                | Meclemburgo-Pomerania Anteriore  |          |        | 8  | MV    | Schwerin          | 23 174,17        | 1 628 378          | 69,56             | 6 circondari 2 città extracircondariali (Rostock e Schwerin)                                         | Landtag del Meclemburgo-Pomerania Anteriore    | Manuela Schwesig (SPD)         | 3                   |
|                | Renania-Palatinato               |          |        | 11 | RP    | Magonza           | 19 847,39        | 4 106 485          | 200,99            | 24 circondari 12 città extracircondariali                                                            | Landtag della Renania-Palatinato               | Malu Dreyer (SPD)              | 4                   |
|                | Renania Settentrionale-Vestfalia |          |        | 10 | NW    | Düsseldorf        | 34 083,52        | 17 924 591         | 524,82            | 5 distretti governativi 31 circondari 22 città extracircondariali                                    | Landtag della Renania Settentrionale-Vestfalia | Armin Laschet (CDU)            | 6                   |
|                | Saarland                         |          |        | 12 | SL    | Saarbrücken       | 2 568,65         | 982 348            | 385,69            | 6 circondari                                                                                         | Landtag della Saarland                         | Anke Rehlinger (SPD)           | 3                   |
|                | Sassonia                         |          |        | 13 | SN    | Dresda            | 18 414,82        | 4 086 152          | 219,73            | 3 distretti direttivi 10 circondari 3 città extracircondariali                                       | Landtag della Sassonia                         | Michael Kretschmer (CDU)       | 4                   |
|                | Sassonia-Anhalt                  |          |        | 14 | ST    | Magdeburgo        | 20 445,26        | 2 186 643          | 109,82            | 11 circondari 3 città extracircondariali (Dessau-Roßlau, Halle, Magdeburgo)                          | Landtag della Sassonia-Anhalt                  | Reiner Haseloff (CDU)          | 4                   |
|                | Schleswig-Holstein               |          |        | 15 | SH    | Kiel              | 15 763,18        | 2 922 005          | 178,23            | 11 circondari 4 città extracircondariali (Kiel (KL), Lubecca (HL), Neumünster (NMS), Flensburg (FL)) | Landtag dello Schleswig-Holstein               | Daniel Günther (CDU)           | 4                   |
|                | Turingia                         |          |        | 16 | TH    | Erfurt            | 16 172,14        | 2 108 863          | 133,61            | 17 circondari 6 città extracircondariali                                                             | Landtag della Turingia                         | Mario Voigt (CDU)              | 4                   |